# Maulay
Maulay est une commune du Centre-Ouest de la France, située dans le département de la Vienne en région Nouvelle-Aquitaine.
Ses habitants s'appellent les Maulaisiens et les Maulaisiennes.

## Géographie
Le village de Maulay est une commune rurale.
Pour sa superficie la commune se situe au 6273e rang en France, 334e sur la région Poitou-Charentes et 129e rang sur le département de la Vienne.

### Localisation
Entouré par les communes de La Roche-Rigault, Nueil-sous-Faye et Prinçay, Maulay est situé à 30 km au nord-ouest de Châtellerault, la plus grande ville des environs. Le bourg est situé aussi à 3 km de Dercé. Il est situé dans la région du Loudunais.
La commune est proche du parc naturel régional Loire-Anjou-Touraine qui est situé à environ 9 km.

### Géologie et relief
La région de Maulay présente un paysage de plaines vallonnées plus ou moins boisées. Le terroir se compose :
- d'argilo pour 16 % sur les Terres de Doucins (c’est une terre argilo-limoneuse propre à la région) et les landes de la bordure Aquitaine ;
- d'argilo pour 62 % et de sables verts pour 11 % sur les collines et les dépressions sableuses des bordures du Bassin parisien ;
- de champagnes ou aubues (ce sont des sols gris clair, argilo-limoneux, sur craie et donc calcaires) pour 18 % et de tuffeau blanc pour moins de 1 % sur les autres collines ;
- de bornais du Loudunais pour 10 % dans les plaines. Les bornais sont des sols brun clair sur limons, profonds et humides, à tendance siliceuse.

### Communes limitrophes
|                          | Ceaux-en-Loudun | Pouant          |
| La Roche-Rigault         | Maulay          | Nueil-sous-Faye |
| Guesnes (en un tripoint) | Dercé           |                 |

### Hydrographie
La commune est traversée par 6 km de cours d'eau.

### Climat
Pour des articles plus généraux, voir Climat de la Nouvelle-Aquitaine et Climat de la Vienne.
Historiquement, la commune est exposée à un climat océanique du nord-ouest.  
En 2020, Météo-France publie une typologie des climats de la France métropolitaine dans laquelle la commune est exposée à un climat océanique altéré et est dans la région climatique  Moyenne vallée de la Loire, caractérisée par une bonne insolation (1 850 h/an) et un été peu pluvieux.
Pour la période 1971-2000, la température annuelle moyenne est de 11,6 °C, avec une amplitude thermique annuelle de 14,9 °C. Le cumul annuel moyen de précipitations est de 686 mm, avec 10,7 jours de précipitations en janvier et 6,6 jours en juillet. Pour la période 1991-2020, la température moyenne annuelle observée sur la station météorologique la plus proche, située sur la commune de Loudun à 10,67 km à vol d'oiseau, est de 0,0 °C et le cumul annuel moyen de précipitations est de 0,0 mm,. Pour l'avenir, les paramètres climatiques de la commune estimés pour 2050 selon différents scénarios d’émission de gaz à effet de serre sont consultables sur un site dédié publié par Météo-France en novembre 2022.

### Voies de communication et transports
Les gares ou haltes ferroviaires les plus proches sont Chinon à 20,7 km, Maille (halte) à 29 km, Ingrandes sur Vienne (halte) à 29,2 km, Port-de-Piles à 29,2 km et Saint-Benoit-la-Foret à 29,5 km.
Les aéroports les plus proches sont :
- aéroport de Poitiers-Biard à 44 km.
- aéroport de Tours Val de Loire à 63,6 km.
- Angers Loire aéroport à 76,1 km.
- aérodrome de Cholet à 83,8 km.

## Urbanisme

### Typologie
Au 1er janvier 2024, Maulay est catégorisée commune rurale à habitat très dispersé, selon la nouvelle grille communale de densité à sept niveaux définie par l'Insee en 2022.
Elle est située hors unité urbaine et hors attraction des villes,.

### Occupation des sols
L'occupation des sols de la commune, telle qu'elle ressort de la base de données européenne d’occupation biophysique des sols Corine Land Cover (CLC), est marquée par l'importance des territoires agricoles (84,1 % en 2018), une proportion identique à celle de 1990 (84,1 %). La répartition détaillée en 2018 est la suivante : 
terres arables (74,1 %), forêts (15,9 %), zones agricoles hétérogènes (7,7 %), prairies (2,3 %). L'évolution de l’occupation des sols de la commune et de ses infrastructures peut être observée sur les différentes représentations cartographiques du territoire : la carte de Cassini (XVIIIe siècle), la carte d'état-major (1820-1866) et les cartes ou photos aériennes de l'IGN pour la période actuelle (1950 à aujourd'hui).

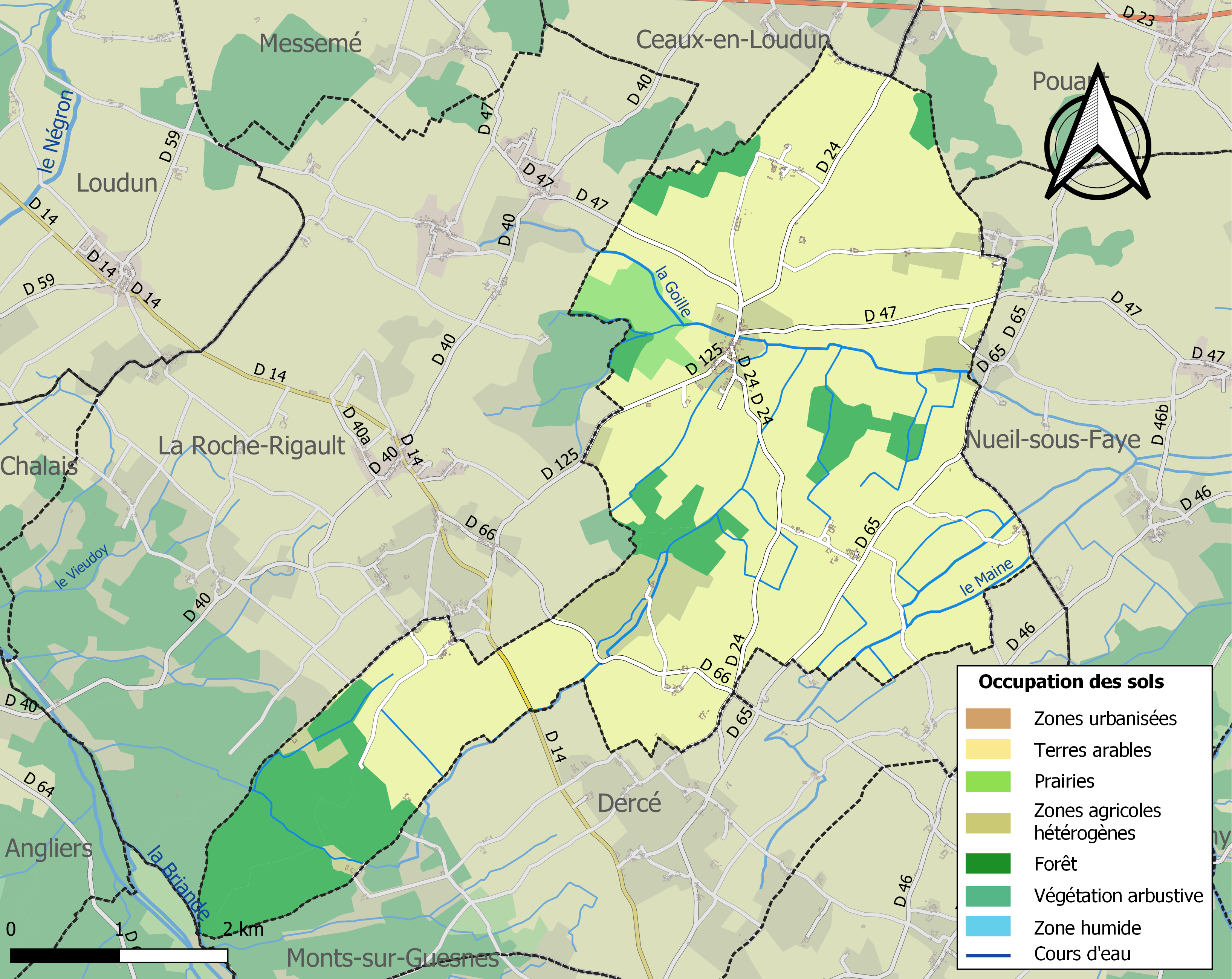
Carte des infrastructures et de l'occupation des sols de la commune en 2018 (CLC).

### Risques majeurs
Le territoire de la commune de Maulay est vulnérable à différents aléas naturels : météorologiques (tempête, orage, neige, grand froid, canicule ou sécheresse), mouvements de terrains et séisme (sismicité modérée). Il est également exposé à un risque technologique,  le transport de matières dangereuses. Un site publié par le BRGM permet d'évaluer simplement et rapidement les risques d'un bien localisé soit par son adresse soit par le numéro de sa parcelle.

#### Risques naturels

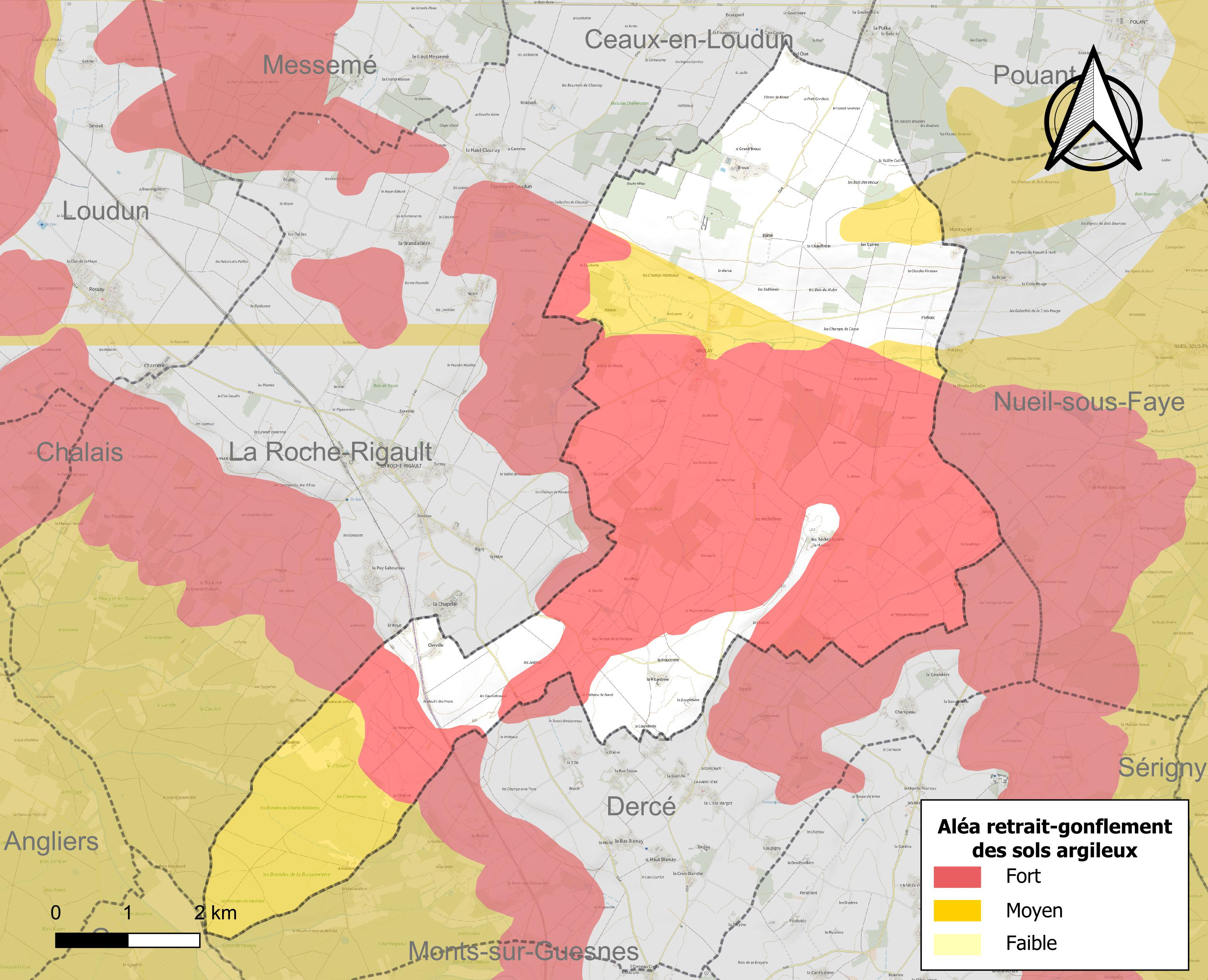
Carte des zones d'aléa retrait-gonflement des sols argileux de Maulay.

Les mouvements de terrains susceptibles de se produire sur la commune sont des tassements différentiels. Le retrait-gonflement des sols argileux est susceptible d'engendrer des dommages importants aux bâtiments en cas d’alternance de périodes de sécheresse et de pluie. 67,2 % de la superficie communale est en aléa moyen ou fort (79,5 % au niveau départemental et 48,5 % au niveau national). Depuis le 1er octobre 2020, en application de la loi ÉLAN, différentes contraintes s'imposent aux vendeurs, maîtres d'ouvrages ou constructeurs de biens situés dans une zone classée en aléa moyen ou fort,.
La commune a été reconnue en état de catastrophe naturelle au titre des dommages causés par les inondations et coulées de boue survenues en 1982, 1999, 2010 et 2013, par la sécheresse en 1989 et 2005 et par des mouvements de terrain en 1999 et 2010.

## Toponymie
Le nom du village a deux origines possibles. Il pourrait provenir du gaulois medio qui signifie milieu et du mot lann qui indique un endroit consacré. Il pourrait, aussi, dériver de "mau" qui est une contraction de "mal" qui signifie mauvais et du mot germanique lari qui indique un terrain inculte.

## Histoire
Il est fait mention, pour la première fois, de la localité de Maulay, dans une charte de l'an 987 conservée dans le cartulaire de Bourgueil. Elle faisait partie de la viguerie de Barnizec.
Pierre de Maulay fut un seigneur du Poitou et conseiller du roi Jean sans Terre. Il participa aux croisades et mourut en Palestine en 1241.
Durant le Moyen Âge féodal, le territoire de Maulay fut partagé en deux seigneuries inégales : Le Haut-Maulay, relevant en vassalité de la châtellenie de Loudun, et Le Bas-Maulay, relevant de celle de Mirebeau. Les seigneurs de ces deux fiefs portèrent simultanément le nom de sire de Maulay.
Au recensement de 1901, Maulay comportait 460 habitants.

## Politique et administration

### Intercommunalité
Maulay fait partie de la communauté de communes du Pays Loudunais.

### Liste des maires
| Période   | Période   | Identité           | Étiquette | Qualité |
| --------- | --------- | ------------------ | --------- | ------- |
| mars 2001 | mars 2008 | Gérald Pérochon    |           |         |
| mars 2008 |           | Jeanne-Marie Bodin |           |         |

### Instances judiciaires et administratives
La commune relève du tribunal d'instance de Poitiers, du tribunal de grande instance de Poitiers, de la cour d'appel de Poitiers, du tribunal pour enfants de Poitiers, du conseil de prud'hommes de Poitiers, du tribunal de commerce de Poitiers, du tribunal administratif de Poitiers et de la cour administrative d'appel de Bordeaux, du tribunal des pensions de Poitiers, du tribunal des affaires de la Sécurité sociale de la Vienne, de la cour d’assises de la Vienne.

## Population et société

### Démographie
L'évolution du nombre d'habitants est connue à travers les recensements de la population effectués dans la commune depuis 1793. Pour les communes de moins de 10 000 habitants, une enquête de recensement portant sur toute la population est réalisée tous les cinq ans, les populations de référence des années intermédiaires étant quant à elles estimées par interpolation ou extrapolation. Pour la commune, le premier recensement exhaustif entrant dans le cadre du nouveau dispositif a été réalisé en 2007.

En 2022, la commune comptait 187 habitants, en évolution de +1,08 % par rapport à 2016 (Vienne : +0,6 %, France hors Mayotte : +2,11 %).
| 1793 | 1800 | 1806 | 1821 | 1831 | 1836 | 1841 | 1846 | 1851 |
| ---- | ---- | ---- | ---- | ---- | ---- | ---- | ---- | ---- |
| 405  | 429  | 434  | 436  | 401  | 407  | 404  | 393  | 394  |

| 1856 | 1861 | 1866 | 1872 | 1876 | 1881 | 1886 | 1891 | 1896 |
| ---- | ---- | ---- | ---- | ---- | ---- | ---- | ---- | ---- |
| 382  | 399  | 401  | 398  | 444  | 463  | 487  | 490  | 443  |

| 1901 | 1906 | 1911 | 1921 | 1926 | 1931 | 1936 | 1946 | 1954 |
| ---- | ---- | ---- | ---- | ---- | ---- | ---- | ---- | ---- |
| 460  | 466  | 495  | 423  | 458  | 429  | 422  | 410  | 379  |

| 1962 | 1968 | 1975 | 1982 | 1990 | 1999 | 2006 | 2007 | 2012 |
| ---- | ---- | ---- | ---- | ---- | ---- | ---- | ---- | ---- |
| 356  | 321  | 238  | 212  | 212  | 189  | 192  | 192  | 191  |

| 2017 | 2022 | - | - | - | - | - | - | - |
| ---- | ---- | - | - | - | - | - | - | - |
| 182  | 187  | - | - | - | - | - | - | - |

Les dernières statistiques démographiques pour la commune ont été fixées en 2009 et publiées en 2012. Il ressort que la mairie de Maulay administre une population totale de 198 personnes. À cela il faut soustraire les résidences secondaires, soit une personne, pour constater que la population permanente sur le territoire de la commune est 197 habitants;
Pour sa population (en 2007), la commune de Maulay se trouve, en France, au 27287e rang; sur la région Poitou-Charentes au 1239e rang et sur le département de la Vienne, au 257e rang.
En 2008, selon l'Insee, la densité de population de la commune était de 8,3 hab./km2, 61 hab./km2 pour le département, 68 hab./km2 pour la région Poitou-Charentes et 115 hab./km2 pour la France.
La répartition de la population de Maulay par sexe est la suivante en 2007 (INSEE) :
Le nombre d'hommes habitant en 2007 était de 98.
Le nombre de femmes habitant en 2007 était de 94.
L'évolution des naissances et décès de 1968 à 2007 est la suivante (INSEE) :
Entre 1999 et 2007 : 18 naissances et 28 décès.
Entre 1990 et 1999 : 12 naissances et 29 décès.
Entre 1982 et 1990 : 15 naissances et 28 décès.
Entre 1975 et 1982 : 16 naissances et 34 décès.
Entre 1968 et 1975 : 30 naissances et 21 décès.
Plus précisément, les naissances et décès de 1999 à 2008 ont été de :
en 2008 : 1 naissances et 1 décès.
en 2007 : 5 naissances et 0 décès.
en 2006 : 2 naissances et 2 décès.
en 2005 : 2 naissances et 5 décès.
en 2004 : 4 naissances et 3 décès.
en 2003 : 1 naissances et 2 décès.
en 2002 : 3 naissances et 7 décès.
en 2001 : 3 naissances et 6 décès.
en 2000 : 1 naissances et 2 décès.
en 1999 : 2 naissances et 1 décès.
La répartition de la population par âge en 1999 et en 2007 est la suivante :
de 0 à 14 ans : 40 habitants (37 en 1999)
de 15 à 29 ans : 27 habitants (22 en 1999)
de 30 à 44 ans : 33 habitants (33 en 1999)
de 45 à 59 ans : 32 habitants (34 en 1999)
de 60 à 74 ans : 37 habitants (43 en 1999)
de 75 ans ou plus : 23 habitants (20 en 1999)
La répartition de la population par âge et par sexe, en 2007, selon l'INSEE, est la suivante :
de 0 à 19 ans : hommes 32 et femmes18
de 20 à 64 ans : hommes 44 et femmes 52
de 65 ans et plus : hommes 22 et femmes 24
En 2007, les régimes matrimoniaux se répartissaient comme suit :
Célibataires : 29,6 %.
Mariés : 57,9 %.
Veufs :	9,2 %.
Divorcés : 3,3 %.

### Enseignement
La commune de Maulay dépend de l'académie de Poitiers et les écoles primaires de la commune dépendent de l'inspection académique de la Vienne.
Maulay a, encore, une école maternelle publique : Les Alizés.

## Économie

### Agriculture
Selon une étude de la direction régionale de l'Alimentation, de l'Agriculture et de la Forêt, publiée en juin 2012, la surface consacrée à la culture du melon (3 810 ha)  en région Poitou-Charentes est de loin la plus importante de l'Hexagone (Midi-Pyrénées : 3 211 ha ; Languedoc-Roussillon : 2 751 ha ; Paca 2 525 ha).
Le melon est produit par 314 exploitations. La zone de culture du melon se situe dans le Nord de la région, principalement sur une trentaine de communes du département de la Vienne et quatre communes du département des Deux-Sèvres. Maulay fait partie de l'une de ces communes et ses melons ont appellation (IPG) "Melon du Haut Poitou"
Un melon français sur quatre provient de Poitou-Charentes.
Selon la direction Régionale de l'Alimentation, de l'Agriculture et de la Foret de Poitou-Charentes, il n'y a plus que 17 exploitations agricoles en 2010 contre 25 en 2000.
Les surfaces agricoles utilisées ont diminué et sont passées de 1 179 hectares en 2000 à 938 hectares en 2010. 52 % sont destinées à la culture des céréales (blé tendre essentiellement mais aussi orges et maïs), 25 % pour les oléagineux (colza sur 10 % des surfaces et tournesol sur 90%) et 6 % pour le fourrage. En 2000, 2 hectares (0 en 2010) étaient consacrés à la vigne.
L'élevage de volaille a disparu au cours de cette décennie (157 têtes réparties entre douze fermes en 2000).

### Commerce
Selon l'INSEE, en 2009, il ne reste plus qu'un seul commerce dans le bourg : droguerie quincaillerie bricolage.

### Emploi
Le nombre d'emplois total (salarié et non salarié) était en 2009 selon l'INSEE, de 37 sur la commune.
Les actifs sont au nombre de 66 en 1999 et de 67 en 2007 (INSEE).
Taux d'activité (15-64 ans) en 2009 était de 62,3 %.
Taux de chômage (15-64 ans) en 2009 était de 12,1 %.
Le nombre de chômeurs, selon l'INSEE, était de dix en 1999, de huit en 2007.

## Culture locale et patrimoine

### Lieux et monuments
- Église Saint-Martin de Maulay.

### Patrimoine naturel

#### Arbres remarquables
Selon l'Inventaire des arbres remarquables de Poitou-Charentes, il y a un arbre remarquable sur la commune qui est un tilleul à grandes feuilles.

### Personnalités liées à la commune
- Pierre de Maulay, seigneur du Poitou et conseiller du roi Jean sans Terre, mort en croisade en Palestine en 1241.